# Matsushita Yuki
Matsushita Yuki (松下 裕樹 Matsushita Yūki, sinh ngày 7 tháng 12 năm 1981 ở Takasaki, Gunma) là một cầu thủ bóng đá người Nhật Bản thi đấu cho Thespakusatsu Gunma.

## Thống kê sự nghiệp câu lạc bộ
Cập nhật đến ngày 23 tháng 2 năm 2018.
| Thành tích câu lạc bộ | Thành tích câu lạc bộ | Thành tích câu lạc bộ | Giải vô địch | Giải vô địch | Cúp                   | Cúp                   | Cúp Liên đoàn | Cúp Liên đoàn | Tổng cộng | Tổng cộng |
| Mùa giải              | Câu lạc bộ            | Giải vô địch          | Số trận      | Bàn thắng    | Số trận               | Bàn thắng             | Số trận       | Bàn thắng     | Số trận   | Bàn thắng |
| Nhật Bản              | Nhật Bản              | Nhật Bản              | Giải vô địch | Giải vô địch | Cúp Hoàng đế Nhật Bản | Cúp Hoàng đế Nhật Bản | J. League Cup | J. League Cup | Tổng cộng | Tổng cộng |
| --------------------- | --------------------- | --------------------- | ------------ | ------------ | --------------------- | --------------------- | ------------- | ------------- | --------- | --------- |
| 2000                  | Sanfrecce Hiroshima   | J1 League             | 2            | 0            | 1                     | 0                     | 0             | 0             | 3         | 0         |
| 2001                  | Sanfrecce Hiroshima   | J1 League             | 1            | 0            | 1                     | 0                     | 2             | 0             | 4         | 0         |
| 2002                  | Sanfrecce Hiroshima   | J1 League             | 13           | 0            | 0                     | 0                     | 2             | 0             | 15        | 0         |
| 2003                  | Sanfrecce Hiroshima   | J2 League             | 13           | 0            | 2                     | 0                     | -             | -             | 15        | 0         |
| 2004                  | Avispa Fukuoka        | J2 League             | 11           | 0            | 1                     | 1                     | -             | -             | 12        | 1         |
| 2005                  | Avispa Fukuoka        | J2 League             | 25           | 3            | 2                     | 1                     | -             | -             | 27        | 4         |
| 2006                  | Avispa Fukuoka        | J1 League             | 3            | 0            | 0                     | 0                     | 2             | 0             | 5         | 0         |
| 2006                  | Kawasaki Frontale     | J1 League             | 4            | 0            | 0                     | 0                     | 0             | 0             | 4         | 0         |
| 2007                  | Thespa Kusatsu        | J2 League             | 37           | 3            | 2                     | 0                     | -             | -             | 39        | 3         |
| 2008                  | Thespa Kusatsu        | J2 League             | 36           | 2            | 2                     | 0                     | -             | -             | 38        | 2         |
| 2009                  | Thespa Kusatsu        | J2 League             | 45           | 3            | 1                     | 0                     | -             | -             | 46        | 3         |
| 2010                  | Thespa Kusatsu        | J2 League             | 33           | 3            | 1                     | 0                     | -             | -             | 34        | 3         |
| 2011                  | Thespa Kusatsu        | J2 League             | 37           | 1            | 0                     | 0                     | -             | -             | 37        | 1         |
| 2012                  | Thespa Kusatsu        | J2 League             | 37           | 3            | 0                     | 0                     | -             | -             | 37        | 3         |
| 2013                  | Yokohama FC           | J2 League             | 30           | 0            | 1                     | 0                     | -             | -             | 31        | 0         |
| 2014                  | Yokohama FC           | J2 League             | 27           | 3            | 1                     | 0                     | -             | -             | 28        | 3         |
| 2015                  | Thespakusatsu Gunma   | J2 League             | 37           | 2            | 0                     | 0                     | -             | -             | 37        | 2         |
| 2016                  | Thespakusatsu Gunma   | J2 League             | 41           | 3            | 1                     | 0                     | -             | -             | 42        | 3         |
| 2017                  | Thespakusatsu Gunma   | J2 League             | 32           | 0            | 0                     | 0                     | -             | -             | 32        | 0         |
| Tổng                  | Tổng                  | Tổng                  | 464          | 26           | 16                    | 1                     | 6             | 0             | 485       | 27        |